# Rezwanschahr (Verwaltungsbezirk)
Rezwanschahr (persisch شهرستان رضوانشهر) ist ein Schahrestan in der Provinz Gilan im Iran. Er enthält die Stadt Rezwanschahr, welche die Hauptstadt des Verwaltungsbezirks ist.

## Kreise
- Zentral (بخش مرکزی)
- Parehsar (بخش پره‌سر)

## Demografie
Bei der Volkszählung 2016 betrug die Einwohnerzahl des Schahrestan 69.865. Die Alphabetisierung lag bei 87 Prozent der Bevölkerung. Knapp 39 Prozent der Bevölkerung lebten in urbanen Regionen.
| Zensusjahr | Einwohnerzahl |
| ---------- | ------------- |
| 2011       | 66.909        |
| 2016       | 69.865        |